# Withington (Herefordshire)
Pour les articles homonymes, voir Withington (homonymie).
Withington est une paroisse civile et un village du Herefordshire, en Angleterre.